# Larissa Gallagher
Larissa Gallagher (* 20. Jahrhundert) ist eine australische Synchronsprecherin. 

## Leben
Gallagher wuchs in Australien auf. 1997 machte sie ihren Bachelor of Arts an der West Australian Academy of Performing Arts im Fach „Musical Theatre“. Anschließend war sie unter anderem als Sprecherin für Werbespots tätig. Sie trat unter anderem für Adobe. AstraZeneca und Hewlett Packard auf. Zudem ist sie als Voice-over-Coach tätig. Später zog sie in die Vereinigten Staaten und lebt derzeit im District of Columbia. 2010 erhielt sie einen Davey Award in Silber für ihre Präsentation des Prodzkts Zumo Drive Love.
Gallaghers internationale Karriere begann 2014 mit einer Sprechrolle in dem Videospiel Elsword Online. Bekannt wurde sie durch ihre Sprechrolle in dem Computerspiel Firewatch. Seit 2015 spricht sie die Rolle der Lagoona Blue in der Film- und Videospielreihe Monster High.

## Sprechrollen (Auswahl)
- 2014: Elsword Online (Computerspiel)
- 2014: Bubble Guppies (Computeranimationsserie)
- 2015: Monster High: New Ghoul in School (Computerspiel)
- 2015: Crayola Bubbles (Computerspiel)
- 2015: Mad Max: Fury Road (diverse Stimmen)
- 2016: Firewatch (Computerspiel)
- 2016: Monster High: Welcome to Monster High
- 2016: Stan Lee’s Cosmic Crusaders (Zeichentrick-Kurzfilm)
- 2016: Monster High: Great Scarrier Reef
- 2017: Monster High: Electrified
- 2019: Steven Universe Future